# Helmut Heissenbüttel
Helmut Heissenbüttel (Rüstringen, 21 giugno 1921 – Glückstadt, 19 settembre 1996) è stato uno scrittore e poeta tedesco.

## Biografia
Prese parte alla seconda guerra mondiale, perdendo un braccio nella campagna di Russia. Nel dopoguerra studiò letteratura tedesca, storia dell'arte e architettura alle università di Dresda, Lipsia e Amburgo.
Dopo gli studi fu impiegato nella casa editrice di Amburgo Claassen e nel 1957 iniziò a lavorare per la Süddeutscher Rundfunk, diventando nel 1959 direttore della sezione Radio-Essay.
Si mise in evidenza come uno degli esponenti principali della poesia concreta tedesca, mentre nel campo della prosa si mosse sul solco di quanto faceva il Gruppo di Vienna in Austria, vale a dire il recuperare lo sperimentalismo di forme e strutture letterarie come il surrealismo, il dadaismo, o l'espressionismo che erano state tacciate di "degenerazione" dal nazismo. Fu anche un importante critico e storico letterario, un prolifico autore di radiodrammi e collaborò a diversi lavori di Karlheinz Stockhausen.
Fu insignito di numerosi riconoscimenti, tra cui il Premio Büchner nel 1969 e il Premio di Stato austriaco per la letteratura europea nel 1990.